# Leoaică tânără, iubirea
Leoaică tânără, iubirea este o poezie de Nichita Stănescu din volumul O viziune a sentimentelor, apărut în 1964. 
Poemul' este  perceput ca fiind o capodoperă a liricii erotice românești, atrăgând atenția criticilor datorită originalității compoziției, remarcându-se, în special, prin metafore neașteptate, imagini transparente, proiecția cosmică și simetria compoziției.
El face parte din lirismul erotic, fiind unul dintre textele de referință ale lui Nichita Stănescu.
Titlul presupune o comparație eliptică și inversată, iubirea fiind asemănată unei leoaice tinere. Titlul are, de asemenea, valențe metaforice, iubirea fiind o "leoaică", ceea ce presupune sălbăticie, instinctualitate, libertate, eleganță - trăsături care își sporesc intensitatea prin adjectivul "tânără", care sugerează agilitate, vitalitate.
Se produce un transfer semantic în sensul că ideea care i se asociază unei leoaice tinere, și anume agilitatea si celelalte calități exprimate mai sus, sunt atribuite planului iubirii.
Poezia încadrată în volumul O viziune a sentimentelor insistă ca și primul volum, Sensul iubirii pe ideea că sensul lumii, rostul care i se atribuie acesteia este de fapt cel al iubirii. Textul este organizat in 3 strofe, de dimensiuni diferite, cu versuri libere, care se potrivesc traseului iubirii ca experiență unică, răvășitoare.
Începutul primei strofe este reprezentat chiar de titlul poeziei, ideea centrală fiind aceea a unei iubiri inevitabile, primejdioase, neașteptate. Deloc întâmplătoare, verbele din sfera semantică a agresivului: „mi-a sărit în față”, „mă pândise” ,„m-a mușcat de față” „colții albi mi i-a înfipt în față” sugerează că iubirea apare brusc, fără putința de a se interveni. Semnele acestei apariții neașteptate rămân pe față, sugerându-se că rănile provocate de iubire nu pot fi ascunse. Se remarcă mărcile eului liric exprimat prin pronumele personale la persoana întâi: „mi”,„mă”,„m-”.
Strofa următoare este centrată pe relația eului liric (îndrăgostitului) cu lumea. Prin adverbul de timp „deodată” se marchează transformarea bruscă a sufletului îndrăgostit, care devine un fel de „centrum mundi” (un centru al lumii). Natura este aceeași, dar receptarea de către ființa îndrăgostită cunoaște alte dimensiuni, căci sufletul prins în mrejele iubirii are intuiția unei lumi perfecte,  "ca un cerc de-a dura" , cercul fiind un simbol al perfecțiunii. Altfel spus, în viziunea lui Nichita Stănescu, iubirea cunoaște capacitatea cosmogonică, prin ea se poate vorbi de o altă naștere a Universului. Imaginea unei ciocârlii, pasăre micuță și solară care tinde spre lumină, se poate interpreta ca o manifestare plenară a fericirii ce poate fi atinsă printr-o iubire copleșitoare.
Ultimele versuri surprind raportul eului liric îndrăgostit cu sinele, mâna îndreptată spre sprânceană, spre tâmplă sau bărbie nu mai recunoaște calea dintotdeauna, nu mai are percepția clară a propriei ființe. De această dată apare trecerea „alene” a leoaicei arămii, cu mișcările viclene, epitete care induc ideea maturizării sau a consumării sentimentelor erotice. Repetiția din final urmată de punctele de suspensie „încă o vreme/Și-nc-o vreme...” potențează ideea de continuitate, de permanență a iubirii. Căci iubirea, ca formă a spiritului, se pare că învinge timpul, conferind profunzime vieții.
Poet al iubirii, chiar din primele volume, Nichita Stănescu sugerează că de fapt sensul iubirii este însuși sensul lumii, iubirea fiind o lume a sufletului despre care poetul vorbeste în texte nonconformiste ce respiră libertate.

## Legături interne
- O viziune a sentimentelor